# Avril 1845

## Événements
- France : dans Les Guêpes, article indigné d'Alphonse Karr à propos du Livre d'amour de Sainte-Beuve. Victor Hugo est - sans doute - averti, ainsi, de toute l'affaire.
- France : La Revue Nouvelle publie une importante étude de Gobineau, « Les Émigrations actuelles des Allemands ».

- 13 avril : 
  - Victor Hugo est nommé pair de France.
  - France : ordonnance du Roi portant autorisation de la Compagnie du chemin de fer du Centre.
- 15 avril, France : ordonnance sur l'administration des possessions françaises en Algérie; les territoires conquis sont divisés administrativement en trois catégories: civile, mixte, arabe.
- 20 avril : Ramón Castilla (1797-1867) devient président du Pérou (1845-1851 et 1855-1862). Il fonde la puissance économique du Pérou sur l’exploitation des gisements de guano et de nitrate de soude.
- 22 avril, France : 
  - Ordonnance du Roi portant autorisation de la Compagnie d’exploitation du chemin de fer de Montpellier à Nîmes.
  - Joute musicale au Champ-de-Mars : le saxophone d'Adolphe Sax triomphe de son concurrent. Il est adopté par les orchestres militaires et breveté le 22 juin 1846.
- 24 avril, France : Honoré de Balzac est nommé chevalier de la Légion d'honneur.
- 27 avril, France : réussite du premier essai de liaison télégraphique électrique entre Paris et Rouen. Le 3 juillet 1846, une loi décide la création d'une ligne Paris-Lille.
- 29 avril, France : loi sur le régime des irrigations.

## Décès
- 1er avril : Jacques Marie Anatole Le Clerc de Juigné, militaire et parlementaire français (° 25 juillet 1788).
- 18 avril : Nicolas Théodore de Saussure (né en 1767), chimiste et botaniste suisse.
- 20 avril : Thomas Phillips, peintre britannique (° 18 octobre 1770).